# Јарко Нијеминен
Јарко Нијеминен (фин. Jarkko Kalervo Nieminen; рођен 23. јул 1981. године у Маскуу, Финска) је бивши фински тенисер. Најбољи пласман на АТП листи му је тринаесто место (јул 2006), када је постао најбоље пласирани тенисер из Финске свих времена. Најбољи резултат на Грен слемовима су му четвртфинала Ју Ес-Опена (2005. године), Вимблдона (2006) и Аустралиен Опена (2008) . Он је и први фински тенисер који је освојио неки АТП турнир и пласирао се у четвртфинале грен слема. Сматра се за једног од најбољих финских тенисера свих времена.